# Хонгконг на Светском првенству у атлетици у дворани 2012.
Хонгконг је учествовао на Светском првенству у атлетици у дворани 2012. одржаном у Истанбулу од 9. до 11. марта једанаести пут. Репрезентацију Хонгконга представљала су два такмичара (1 мушкарац и 1 жена), који су се такмичили у трци на 60 метара.
Хонгконг није освојио ниједну медаљу нити је остварен неки рекорд.

## Учесници
| Мушкарци: - Chun Ho Lai — 60 м | Жене: - Yee Pui Fong — 60 м |  |

## Резултати

### Мушкарци
| Атлетичар   | Дисциплина | Лични рекорд | Квалификација | Квалификација | Полуфинале           | Полуфинале           | Финале               | Финале       | Детаљи |
| Атлетичар   | Дисциплина | Лични рекорд | Резултат      | Место         | Резултат             | Место                | Резултат             | Место        | Детаљи |
| ----------- | ---------- | ------------ | ------------- | ------------- | -------------------- | -------------------- | -------------------- | ------------ | ------ |
| Chun Ho Lai | 60 м       | 6,67 НР      | 6,97          | 4. у гр. 7    | Није се квалификовао | Није се квалификовао | Није се квалификовао | 26 / 57 (61) |        |

### Жене
| Атлетичарка  | Дисциплина | Лични рекорд | Квалификација | Квалификација | Полуфинале            | Полуфинале            | Финале                | Финале       | Детаљи |
| Атлетичарка  | Дисциплина | Лични рекорд | Резултат      | Место         | Резултат              | Место                 | Резултат              | Место        | Детаљи |
| ------------ | ---------- | ------------ | ------------- | ------------- | --------------------- | --------------------- | --------------------- | ------------ | ------ |
| Yee Pui Fong | 60 м       |              | 7,67 ЛР       | 5. у гр. 3    | Није се квалификовала | Није се квалификовала | Није се квалификовала | 35 / 62 (64) |        |